# Гуревич, Борис Лазаревич
Борис Лазаревич Гуревич (1909, Киев — 1980, там же) — советский геолог, лауреат Сталинской премии 2-й степени (1949).

## Биография
Окончил два курса МГУ (1928—1930) и Московский геологоразведочный институт (1936).
В 1932—1940 годах работал в геологоразведочных партиях (инженер, начальник партии) на Северном Кавказе и в Прибайкалье. В 1941 году — начальник Геофизического треста на Украине, после начала войны организовал эвакуацию своих сотрудников в Уфу, затем в Бугуруслан, за что награждён медалью «За трудовое отличие» (06.02.1942). В 1941—1944 годах — начальник Средневолжского отделения Государственного специализированного геофизического треста. В 1944—1950 годах — главный инженер Украинского отделения «Главнефтегеофизика», в 1950—1961 годах — главный инженер Украинской геофизической конторы.
С 1961 года работал в Украинском накчно-исследовательском геолого-разведывательном институте, участвовал в исследовании нефтегазоносности в районах Прибайкалья и на Украине. С 1965 года — начальник Киевской экспедиции.
В 1970-х годах в связи с отъездом сына и дочери в Израиль был отправлен на пенсию.

## Научная деятельность
Участвовал в открытии Аргединского месторождения нефти и газа (1949), за что получил Сталинскую премию 2-й степени. Предложил усовершенствования геофизических методов разведки.
Кандидат геолого-минералогических наук (1961). Диссертация:
- Геологическое строение Центрального Причерноморья и перспективы его нефтегазоносности по материалам геолого-геофизических исследований : диссертация … кандидата геолого-минералогических наук : 04.00.00. — Киев, 1960. — 240 с. : ил. + Прил.

Сочинения:
- Гуревич Б. Л., Андреева Р. И. Отчет о работах Причерноморской сейсмической партии 6/54. Укрнефтегеофизика. 1954—1955 гг. — 121 с.

Ответственный редактор:
- Автоматическая обработка и преобразование геофизической информации [Текст] : [Сборник статей] / [Ред. коллегия: канд. геол.-минерал. наук Б. Л. Гуревич (отв. ред.) и др.]. — М.: Недра, 1965—1970. — 4 т.; 22 см. — (Труды/ Укр. науч.-исслед. геол.-развед. ин-т «УкрНИГРИ». Киевская экспедиция).
- Методика интерпретации и геологическое истолкование геофизических данных [Текст] : [Сборник статей] / [Ред. коллегия: канд. геол.-минералогич. наук Б. Л. Гуревич (отв. ред.) и др.]. — М.: Недра, 1965. — 203 с., 3 л. схем., карт. : ил., карт.; 22 см. — (Труды/ Гос. геол. ком. СССР. Укр. науч.-исслед. геол.-развед. ин-т «УкрНИГРИ». Киевская экспедиция; Вып. 13).